# Pepoi
Pepoi è una razza nana di polli. È una razza rustica originaria di Friuli e Veneto.

## Caratteristiche fisiche
I galli di questa razza di piccola taglia possono pesare fino a 1500, le femmine non superano i 1100.
Gli adulti hanno una colorazione dorata, mentre i pulcini sono prevalentemente marrone chiaro.

## Riproduzione
Le uova pesano fino a 45 gr. Una gallina ne depone mediamente non più di 180 in un anno.